# Щуровський Володимир Іванович
Володимир Іванович Щуровський (23 лютого 1890, Нижній Струтинь, Долинський повіт — 4 травня 1969, Дрезден) — лікар-інтернист, громадський діяч, член Українського лікарського товариства, дійсний член НТШ.

## Життєпис

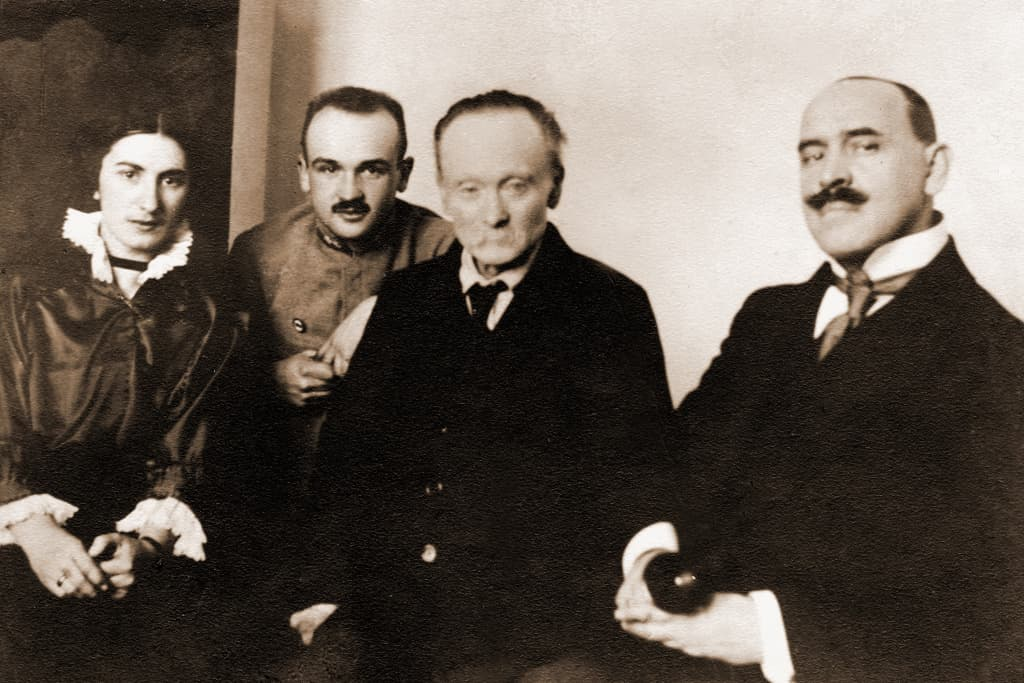
Іван Франко у Притулку Українських Січових Стрільців. Поруч — управителька Притулку Ірена Домбчевська та лікарі Володимир Щуровський (між Франком та Домбчевською) та Броніслав Овчарський (крайній справа). 1916 р.

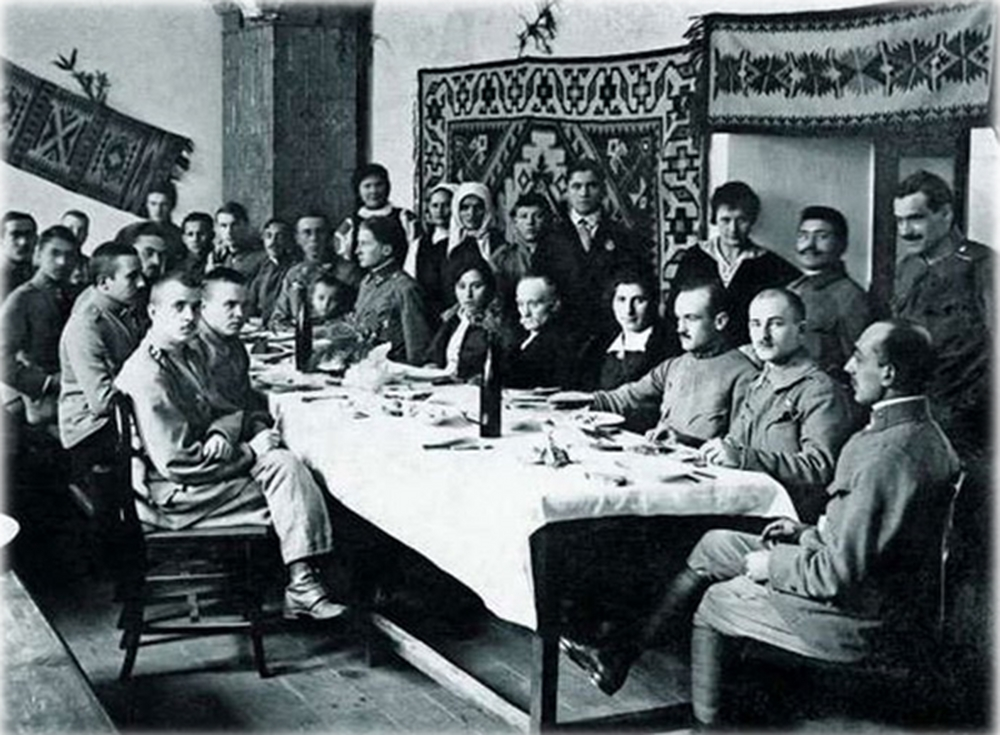
Іван Франко у Притулку УСС. На фото ліворуч від нього медсестра-опікунка Стефанія Рибчак, праворуч управителька Притулку Ірена Домбчевська, другий справа від Франка лікар Володимир Щуровський

Збірна Станиця УСС у Львові, 1917. Зліва направо: Олекса Іванчук, Михайло Волошин, Г. Слобода, Володимир Щуровський

Народився в сім'ї священика УГКЦ Івана Щуровського. Старший брат — Євген Щуровський (став військовиком, адвокатом, громадським та політичним діячем).
Учасник установчих зборів товариства «Медична громада» (22 червня 1910 р.), заступник голови «Медичної громади» в другій каденції виділу. Медичну освіту здобув у Львівському університеті (1914).
Хорунжий Легіону УСС, сотник-лікар УГА. Шеф санітарної бригади УСС, потім 1-ї Бригади УСС й УГА та стрілецького шпиталю у Львові (1916—1918). Особистий лікар Івана Франка (1916) у Стрілецькому шпиталі.
Під час боїв з поляками за Львів у листопаді 1918 р. Володимир командував спеціальним пересильним пунктом, який знаходився на залізничній станції «Личаків» (саме з цього пункту відсилали поранених і хворих січовиків у запілля)..
Згодом доцент Львівського Таємного Університету (1921—1925), шкільний та пластовий лікар і старший лікар Львівського загального шпиталю.
Засновник і відповідальний редактор літературно-мистецького журналу «Митуса» (Львів, 1922 р.). Приятель Пласту, лікар новацького табору в Підлютому, організованому ОЗО (1930 р.), відзначений пластовою Свастикою вдячности (1930 р.). Член надзірної ради видавництва «Червона калина»..
У 1920-их рр. директор стрілецького шпиталю у Винниках..
У 1940 — 69 роках лікар державного шпиталю в Дрездені, де помер.

## Праці
- «Зі записів лікаря Бригади УСС» (Календар «Червоної Калини» 1924);
- «Іван Франко серед Українських Січових Стрільців» (Календар «Червоної Калини» 1927 р.);
- «Українські січові стрільці на Запоріжжі» (Календар «Червоної Калини» 1929 р.);
- «Лікарі й медики у Визвольній війні» («Лікарський Вісник», 25-ліття Українського лікарського товариства і Медичної громади. Львів, 1935 р.);
- «Медична й санітарна служба УГА» («Укр. Гал. Армія. Матеріали до історії», т. І.— Вінніпеґ, 1958).